# 中亥歳男
中 亥歳男（なか いさお、1875年〈明治8年〉3月24日 - 1944年〈昭和19年〉8月19日）は、日本の政治家。衆議院議員（3期）。

## 経歴
徳島県美馬郡、のちの脇町（現美馬市）で生まれた。神戸市会議員、同参事会員となる。神戸商工会議所議員、副会頭、神戸真田同業組合長、日本麦稈真田同業組合連合会会長、神戸麻真田輸出組合、神戸帽子輸出組合、日本東洋パナマ帽輸出組合連合会各理事長を務めた。
1928年（昭和3年）の第16回衆議院議員総選挙において兵庫1区(当時)から立憲民政党公認で立候補したが落選した。1930年（昭和5年）の第17回衆議院議員総選挙で初当選。以来連続3期務める。1937年（昭和12年）の第20回衆議院議員総選挙で落選した。1944年死去。